# Howard Rheingold
Howard Rheingold, né le 7 juillet 1947 à Phoenix (Arizona) est un critique, écrivain et enseignant américain. Ses spécialités sont l'étude des implications sociales, culturelles et politiques des rapports que l'Homme entretient avec les nouvelles technologies de l'information et de la communication, et tout particulièrement l'Internet, le téléphone mobile et les communautés virtuelles (ou virtual communities, terme  dont on lui attribue souvent l'invention).
Diplômé du Reed College en 1968, il est parfois présenté comme l'un des « gourous majeurs dans le domaine des interactions sociales en ligne » .
Il a notamment publié en 1993 un ouvrage devenu célèbre sur Les Communautés virtuelles, puis Smart Mob  ouvrage prospectif qui annonce l'avènement d'une nouvelle révolution sociale utilisant les TIC pour coopérer entre humains et amplifier l'intelligence et l'organisation collectives.

## Éléments de biographie
Rheingold est né de Geraldine et Nathan Rheingold à Phoenix en Arizona. 

Il a fréquenté le Reed College de Portland, dans l'Oregon, de 1964 à 1968. Sa thèse était intitulée What Life Can Compare with This? Sitting Alone at the Window, I Watch the Flowers Bloom, the Leaves Fall, the Seasons Come and Go.
Tout au long de sa vie, il a été fasciné par le fonctionnement de l'esprit. Cela l'a conduit à l'Institut des sciences noétiques et chez Xerox PARC où il a travaillé et écrit sur les premiers ordinateurs personnels. 
Cela a conduit à l'écriture en 1985 de Tools for Thought (Outils pour la pensée), histoire des gens qui sont derrière l'ordinateur personnel.
Vers cette époque, il participe à l'émergence d'une communauté virtuelle dite WELL - une  première communauté en ligne qui a eu une influence importante aux États-Unis. 

Il décrira cette expérience dans son livre The Virtual Community (La Communauté virtuelle).
En 1985, il est coauteur  de Out of the Inner Circle: A Hacker's Guide to Computer Security (Hors du premier cercle, guide pour un  pirate de sécurité informatique) avec l'ancien hacker Bill Landreth. 
En 1991, il publie Virtual Reality: Exploring the Brave New Technologies of Artificial Experience and Interactive Worlds from Cyberspace to Teledildonics qui parle de l'expérience de la réalité Virtuelle et des mondes interactifs du cyberespace.
Après un passage au Whole Earth Review , Rheingold est rédacteur en chef Millennium Whole Earth Catalog. 

Peu après, il est embauché comme rédacteur en chef fondateur de HotWired, l'un des premiers sites Web à contenus commerciaux, créé en 1994 par Wired magazine. Rheingold quitte ensuite HotWiredet fonde Electric Minds en 1996 pour faire la chronique et promouvoir la croissance des communautés en ligne. Ce site a été vendu et fermé en 1997.
En 1998, Rheingold crée sa nouvelle communauté virtuelle, qu'il nomme Brainstorms (remue-méninges), qui est une communauté privée de webconferencing visant à développer le savoir, la pensée intellectuelle partout dans le monde pour les futurs adultes pensant. En 2009, Brainstorms en était à sa onzième année.
En 2002, Rheingold publie Smart Mobs, qui traite du potentiel des technologies nouvelles pour augmenter l'intelligence collective. Peu après, avec l'Institute for the Future (Institut pour l'avenir), Rheingold lance un projet d'alphabétisation collaborative à grande échelle. 
En 2008, Rheingold devient le premier research fellow  de l'Institut pour l'avenir, auquel il avait été longtemps affilié.
Il est conférencier invité du département communication de l'université Stanford où il enseigne deux cours : le journalisme digital (Digital Journalism) et les communautés virtuelles et médias sociaux (Virtual Communities and Social Media),. Il est également conférencier pour le Département Information de l'université de Berkeley sur le thème : Virtual Communities and Social Media et où il a aussi traité le thème  Participatory Media/Collective Action.
Rheingold vit aujourd’hui à Mill Valley, en Californie. 
Dans l'une de ses pages de vidéo-blog, il fait visiter son garage converti en bureau idéal et manifestation externalisée de son esprit, où Rheingold absorbe de l'information, écrit, et crée de l'art.